# چارلز پورتال، اولین پورتال ویسکونت
چارلز پورتال، اولین پورتال ویسکونت (انگلیسی: Charles Portal, 1st Viscount Portal of Hungerford; ۲۱ مهٔ ۱۸۹۳ – ۲۲ آوریل ۱۹۷۱) فرد نظامی اهل بریتانیا بود. وی همچنین برندهٔ جوایزی همچون لژیون دونور (صلیب بزرگ)، صلیب نظامی و نشان بند جوراب شده‌است.